# Кур'я (Китмановський район)
Ку́р'я (рос. Курья) — село (колишнє селище) у складі Китмановського району Алтайського краю, Росія. Входить до складу Китмановської сільської ради.

## Населення
Населення — 146 осіб (2010; 198 у 2002).
Національний склад (станом на 2002 рік):
- росіяни — 91 %